# Eternal 5D

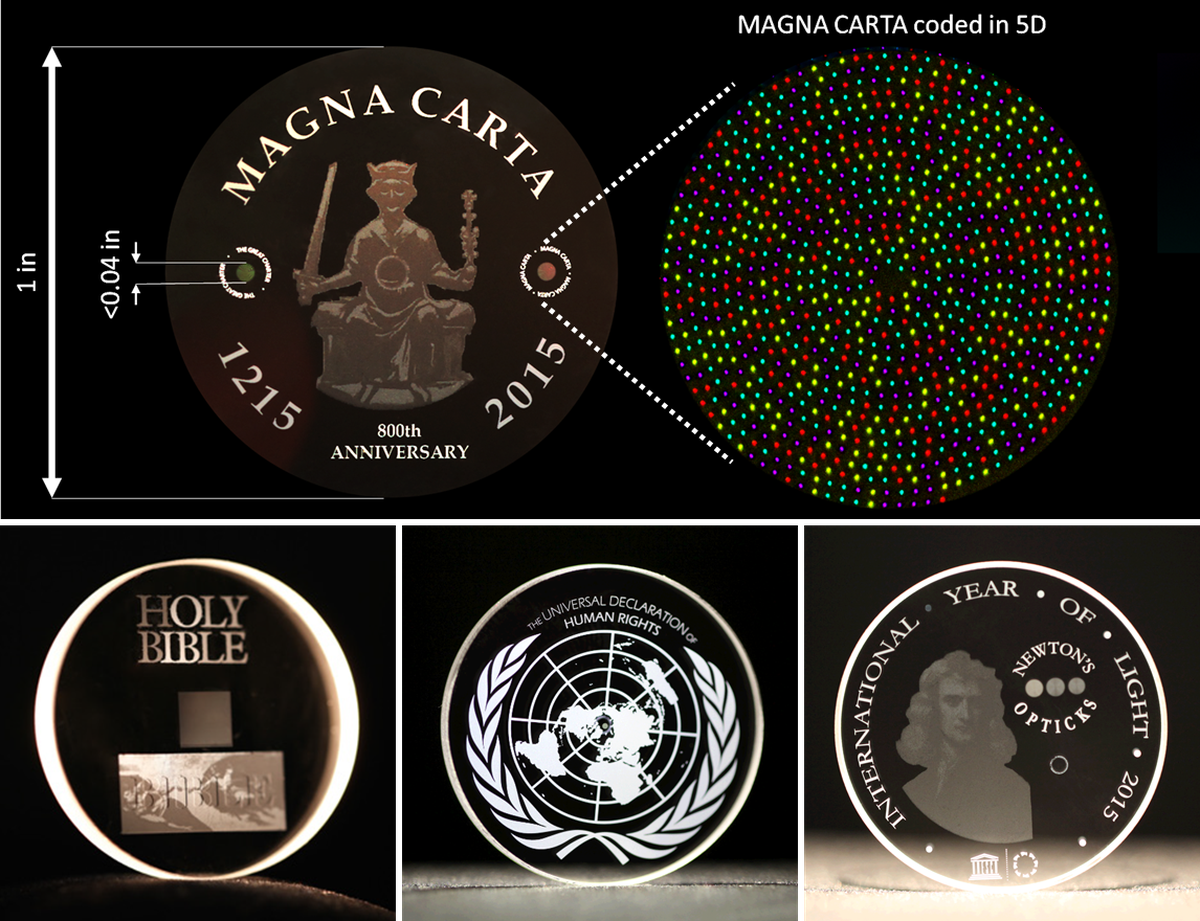
Плотность записи на 5D-диске; примеры 5D-дисков

Eternal 5D или Superman memory crystal — технология оптической записи информации с очень высокой плотностью и долговечностью, разработанная учёными Исследовательского центра оптоэлектроники (англ. Optoelectronics Research Centre) Саутгемптонского университета.
Носитель информации представляет собой наноструктурированный прозрачный материал, запись производится с помощью фемтосекундного лазера, работающего в режиме синхронизации мод. Таким методом возможно записать до 360 терабайт информации на один кристалл; расчётный срок хранения информации составляет порядка нескольких миллиардов лет.

## Разработка технологии
Основной принцип — оптическая запись информации на прозрачный материал, не обладающий особой светочувствительностью, но долговечный — например, кварцевое стекло. Первый эксперимент, показавший практическую возможность сделать это с помощью фемтосекундного лазера в режиме синхронизации мод, был поставлен в 1996 году. Первая успешная запись 300 килобайт данных была продемонстрирована в 2013 году.
Для модуляции используются интенсивность, поляризация и длина волны лазерного излучения. Если в кварцевое стекло внедрить наночастицы серебра или золота, для повышения плотности записи информации можно использовать также плазмоны и самосборку нанорешётки под действием лазерных импульсов. Такие нанорешётки, включающие в себя слоистые структуры толщиной 20 нм, расположенные в толще материала, оказались устойчивыми при повышенных температурах. Физика процесса самосборки нанорешёток до сих пор не вполне исследована, хотя были попытки дать ему теоретическое объяснение.
Записанные данные располагаются в трёхмерном объёме, расстояние между соседними точками составляет 3,7 мкм, между слоями — 20 мкм. Самособранная наноструктура взаимодействует с оптическим излучением как одноосный кристалл с отрицательным двойным лучепреломлением. Каждая точка, сделанная лазером, помимо положения в трёхмерном пространстве обладает ещё своим направлением оптической оси (влияет на поляризацию излучения) и степенью непрозрачности (влияет на интенсивность излучения). Таким образом, к трём геометрическим пространственным измерениям добавляются ещё два «оптических измерения», и запись данных становится «пятимерной» — потому технология и была названа Eternal 5D.
На практике удалось сделать до 18 слоёв записи, используя световые импульсы длительностью 600 фс и энергией 0,2 мкДж, с частотой следования импульсов 500 кГц. Проведённые по результатам тестов расчёты показали время разрушения нанорешётки при температуре 30 ⁰C порядка 3⋅1020±1 лет, при 189 ⁰C — около 13,8⋅109 лет, что сопоставимо с возрастом Вселенной.

## Применение
В 2015 году на церемонии закрытия Международного года света в Мехико Исследовательский центр оптоэлектроники преподнёс в дар ЮНЕСКО Eternal 5D диск с записью Всеобщей декларации прав человека. На такие же опытные диски были записаны «Оптика» Исаака Ньютона, «Магна Карта» и Библия короля Якова.
Разработчики технологии видят возможное практическое применение ей в организациях, которым требуется надёжное длительное хранение больших объёмов данных (библиотеки, архивы, музеи и другие), а в перспективе — для хранения информации за пределами Земли, в жёстких условиях других планет и открытого космоса. Внедрению этого изобретения в серийное коммерческое производство и массовое применение препятствует высокая стоимость записывающего оборудования (особенно фемтосекундных лазеров).
Два подобных диска подарил Илону Маску Arch Mission Foundation. На них записана трилогия романов Айзека Азимова «Основание» (Foundation). Один из дисков Маск отправил в Tesla Roadster к Марсу.
Полное издание «Героев меча и магии III» записали на подобном диске. Проект реализован компанией GOG.com в рамках инициативы GOG Preservation Program, направленной на сохранение культурного наследия цифровой индустрии.